# Idées Fixes - Dies Irae (Variations sur le même sujet)
Pour plus de détails, voir Fiche technique et Distribution.
Idées Fixes - Dies Irae (Variations sur le même sujet) est un film grec réalisé par Antouanétta Angelídi et sorti en 1977.

## Synopsis
Une étude de la représentation du corps féminin dans l'art contemporain (Magritte, Max Ernst, etc.) pour montrer que le genre est une construction sociale.

## Fiche technique
- Titre : Idées Fixes - Dies Irae (Variations sur le même sujet)
- Réalisation : Antouanétta Angelídi
- Scénario :
- Direction artistique : Antouanétta Angelídi
- Décors :
- Costumes :
- Photographie : Paco Perinan
- Son :
- Montage : Antouanétta Angelídi
- Musique : Gilbert Artman
- Production :  Antouanétta Angelídi
- Pays d'origine :  Grèce
- Langue : grec
- Format :  Couleurs et Noir et blanc - Son optique
- Genre : Film expérimental
- Durée : 65 minutes
- Dates de sortie : 1977

## Distribution
- Josy Delettre

## Récompenses
- Contre-festival du cinéma grec 1977 : deux distinctions d'honneur (meilleur jeune réalisateur et prix de la recherche cinématographique pour l'Union panhellénique des critiques de cinéma (PEKK))